# Theater an der Kö
Das Theater an der Kö ist ein Boulevardtheater in Düsseldorf. Es liegt in der Schadowstraße 11 im Stadtteil Stadtmitte und ist Teil des 1994 fertiggestellten Einkaufszentrums Schadow-Arkaden. Sein Name bezieht sich auf den unweit des Theaters gelegenen Einkaufsboulevard Königsallee, kurz die Kö genannt.

## Geschichte

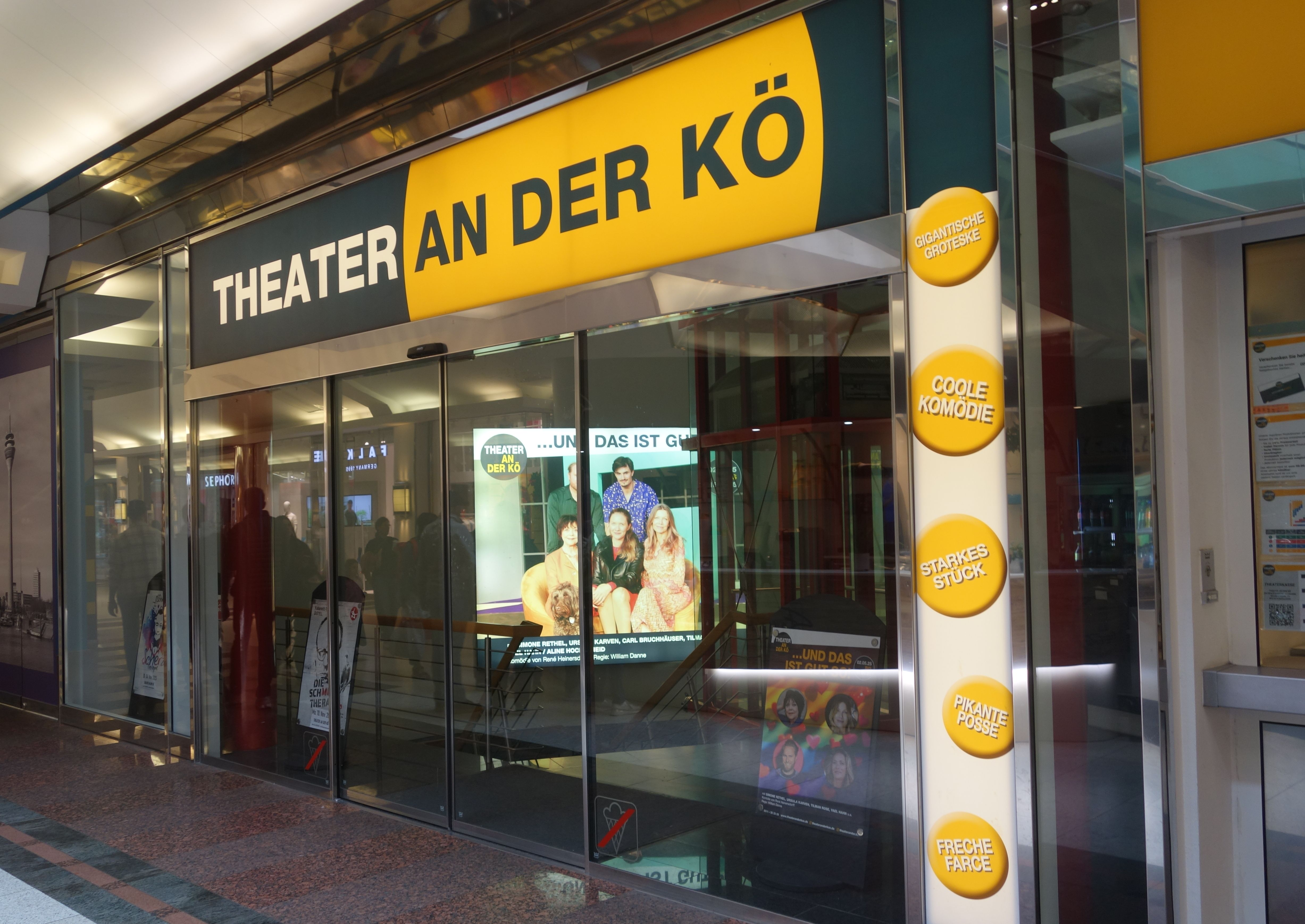
Theatereingang in den Schadow-Arkaden (2025)

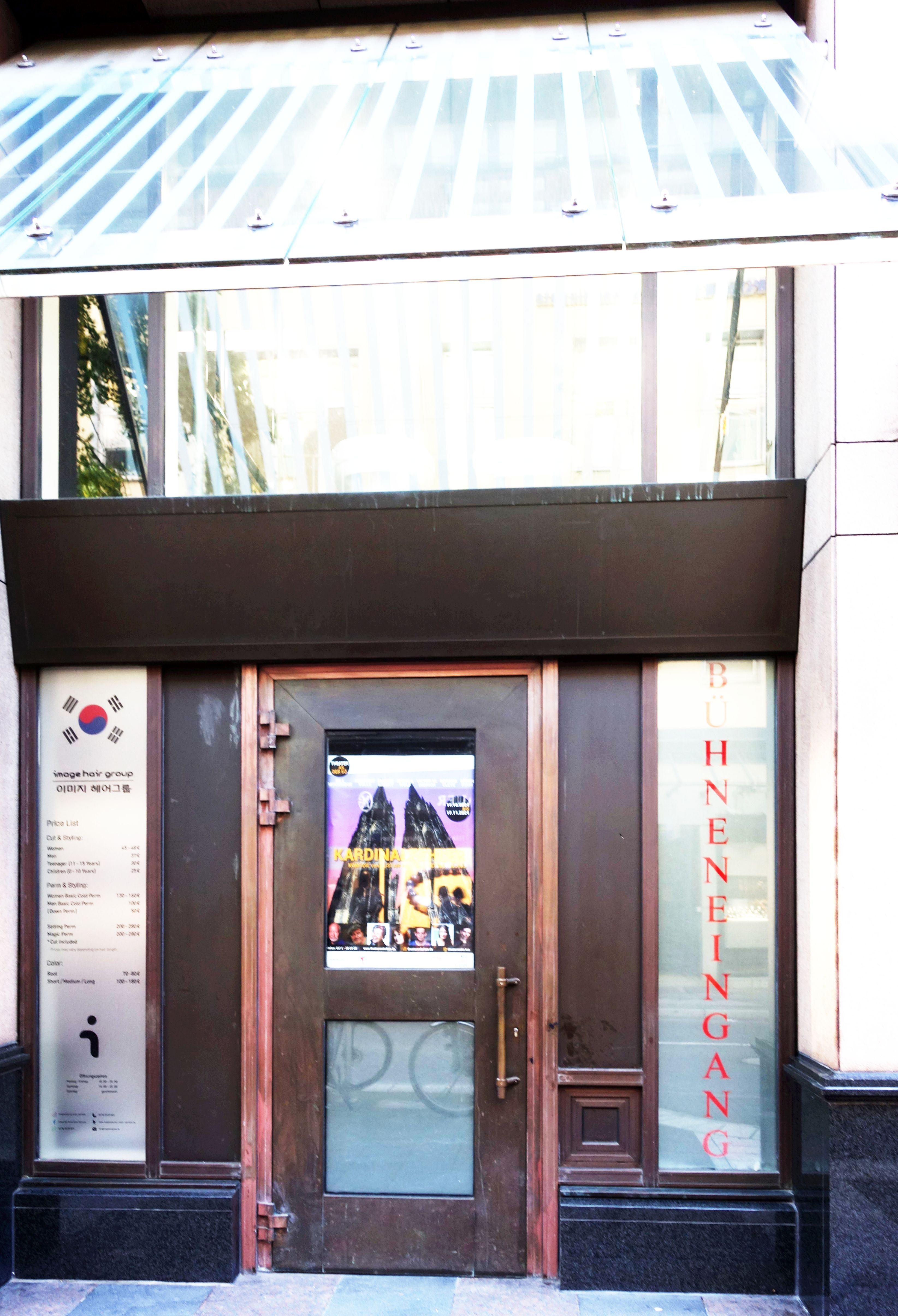
Bühneneingang auf der Blumenstraße (2024)

Das Theater wurde am 21. September 1994 mit einem Festakt und einer Ansprache des nordrhein-westfälischen Ministerpräsidenten Johannes Rau sowie dem Stück Ausgerechnet Hamlet, einer Komödie in zwei Akten von Paul Rudnick, eröffnet. Die Vorentscheidungen zur Errichtung des rund 400 Sitzplätze umfassenden Boulevardtheaters trafen René Heinersdorff, der heutige Theaterdirektor, seine theatererfahrenen Eltern, die Familie Arnold als Miteigentümer der Schadow-Arkaden und der Projektentwickler Walter Brune kurz nach der Grundsteinlegung des Einkaufszentrums im Jahr 1992.
Der ursprünglich vorgesehene Name des Theaters – Theater in den Schadow Arkaden – soll fallen gelassen worden sein, nachdem von dem britischen Schauspieler Peter Ustinov, dem Heinersdorff in Berlin von seinen Theaterplänen berichtet hatte, der heutige Name mit folgender Bemerkung vorgeschlagen worden war: „Schadow Arkaden? Machen die dort indische Schattenspiele? Why don’t you call it ‚an der Kö‘? Everybody knows the Kö. I never go to the Kö with my wife and the credit card together.“
Seit der Eröffnung des Theaters haben viele bekannte Schauspieler auf seiner Bühne gestanden. Aufmerksamkeit zog das Theater auch auf sich, als es die Schauspieler Martin Semmelrogge und Karsten Speck verpflichtete, die neben ihrem Theaterspiel eine Freiheitsstrafe zu verbüßen hatten.